# جائزة اليويفا لأفضل فريق
فريق السنة من الاتحاد الأوروبي لكرة القدم هي جائزة كرة القدم يقدمها الاتحاد الأوروبي من خلال استطلاع على الموقع الرسمي للاتحاد على الانترنت. بدأت هذه الجائزة في عام 2001 للسماح للمستخدمين وزوار الموقع الإلكتروني للاتحاد باختيار اللاعبين الأحد عشر والمدرب «ألغي لاحقا» على أساس الأداء العام في كرة القدم الأوروبية والمسابقات الدولية.

## عملية الاختيار و التصويت
حتى عام 2011، كان المحررون في الموقع الرسمي للاتحاد الأوروبي لكرة القدم يضعون قائمة تشمل 60 لاعباً و مدرباً، ممن أدوا بشكل جيد في المسابقات الأوروبية المحلية والدولية خلال العام، ثم يقوم مستخدموا الموقع بالاختيار من هذه القائمة و منح أصواتهم لتشكيل الفريق والذي يتكون من 11 لاعبا (حارس مرمى، 4 لاعبين في خط الدفاع، 4 لاعبين في خط الوسط، ولاعبان في خط الهجوم) بالإضافة إلى مدرب وذلك بناءً على رأي المستخدم في من يراه متفوقاً خلال العام، كما يتعين على المستخدم أيضاً أن يختار قائدً للفريق (كابتن).
في عام 2012 تم تغيير طريقة التصويت، حيث أصبح الآن بإمكان المستخدم أن يختار طريقة اللعب المفضلة (4–4–2، 3–5–2، 3–4–3، 4–3–3، أو 5–3–2) ومن ثم إختيار اللاعب المناسب في كل مركز. يتم الاختيار ما بين 4 حراس مرمى، 12 مدافع، 12 لاعب خط وسط، 12 مهاجم، و تم إلغاء التصويت لأفضل مدرب.
بعد انتهاء فترة التصويت يتم فرز الأصوات و من ثم إعلان تشكيل الفريق النهائي على الموقع الرسمي للاتحاد الأوروبي لكرة القدم.

## الأكثر ظهورا
يعد كريستيانو رونالدو هو اللاعب الأكثر ظهورًا في أفضل فريق، حيث ظهر 15 مرة. يأتي في المركز الثاني ليونيل ميسي، والذي ظهر 11 مرة. سيرخيو راموس يأتي في المركز الثالث بـ8 مرات. أكثر ظهور متتالي لاعب كان 14 مرة لكريستيانو رونالدو (2007–2020)، يليه سيرخيو راموس (2012–2018) وليونيل ميسي (2014–2020) بسبعة مرات متتالية لكلٍ منهما، ثم إيكر كاسياس (2007–2012) بست مرات.
الفريقان الأكثر ظهورًا للاعبين (باستثناء عدد مرات الظهور كمدربين) هما ريال مدريد وبرشلونة برصيد 40 مرة، يليهما بايرن ميونيخ (21 مرة) ويوفنتوس (20 مرة). برشلونة هو الفريق الذي يضم أكبر عدد من اللاعبين تم اختيارهم في عام واحد بستة لاعبين في عامي 2009 و2010. والفرق الأخرى الوحيدة التي تضم أكثر من ثلاثة لاعبين في عام واحد هي بايرن ميونيخ بأربعة لاعبين في عام 2013 وخمسة في عام 2014، ليفربول بخمسة لاعبين في 2019 وريال مدريد بخمسة لاعبين في 2017 و2018، وأربعة في أعوام 2003 ،2012، 2014 و2016.

## تشكيلة السنة 2001
| اللاعب             | النادي                | الظهور |
| ------------------ | --------------------- | ------ |
| سانتياغو كانيزاريس | فالنسيا               | الأول  |
| كوزمين كونترا      | الأفيس / ميلان        | الأول  |
| سامي هيبيا         | ليفربول               | الأول  |
| باتريك أندرسون     | بايرن ميونخ / برشلونة | الأول  |
| بيسنتي ليزارازو    | بايرن ميونخ           | الأول  |
| ديفيد بيكهام       | مانشستر يونايتد       | الأول  |
| باتريك فييرا       | أرسنال                | الأول  |
| زين الدين زيدان    | يوفنتوس / ريال مدريد  | الأول  |
| كيلي غونزاليس      | فالنسيا               | الأول  |
| تييري هنري         | أرسنال                | الأول  |
| دافيد تريزيغيه     | يوفنتوس               | الأول  |

المدرب:  جيرار هولييه ( ليفربول)
اللاعبون الذين قاموا باللعب لفريقين في نفس سنة التصويت يكون النادي الذي انتقلوا إليه خلال فترة الانتقالات مذكوراً في المرتبة الثانية.
المصدر:

## تشكيلة السنة 2002
| اللاعب          | النادي                        | الظهور |
| --------------- | ----------------------------- | ------ |
| رشدي رتشبر      | فنربخشة                       | الأول  |
| كارليس بويول    | برشلونة                       | الأول  |
| أليساندرو نيستا | لاتسيو / ميلان                | الأول  |
| كريستيان كيفو   | أياكس                         | الأول  |
| روبرتو كارلوس   | ريال مدريد                    | الأول  |
| كلارنس سيدورف   | إنتر ميلان / ميلان            | الأول  |
| مايكل بالاك     | باير ليفركوزن / باير ليفركوزن | الأول  |
| زين الدين زيدان | ريال مدريد                    | الثاني |
| داميين داف      | بلاكبيرن روفرز                | الأول  |
| تييري هنري      | أرسنال                        | الثاني |
| رونالدو         | إنتر ميلان / ريال مدريد       | الأول  |

المدرب:  شينول غونيش ( تركيا)
اللاعبون الذين قاموا باللعب لفريقين في نفس سنة التصويت يكون النادي الذي انتقلوا إليه خلال فترة الانتقالات مذكوراً في المرتبة الثانية.
المصدر:

## تشكيلة السنة 2003
| اللاعب           | النادي                       | الظهور |
| ---------------- | ---------------------------- | ------ |
| جانلويجي بوفون   | يوفنتوس                      | الأول  |
| باولو فيريرا     | بورتو                        | الأول  |
| أليساندرو نيستا  | ميلان                        | الثاني |
| باولو مالديني    | ميلان                        | الأول  |
| روبرتو كارلوس    | ريال مدريد                   | الثاني |
| لويس فيغو        | ريال مدريد                   | الأول  |
| ديفيد بيكهام     | مانشستر يونايتد / ريال مدريد | الثاني |
| زين الدين زيدان  | ريال مدريد                   | الثالث |
| بافل نيدفيد      | يوفنتوس                      | الأول  |
| تييري هنري       | أرسنال                       | الثالث |
| رود فان نيستلروي | مانشستر يونايتد              | الأول  |

المدرب:  جوزيه مورينيو ( بورتو)
اللاعبون الذين قاموا باللعب لفريقين في نفس سنة التصويت يكون النادي الذي انتقلوا إليه خلال فترة الانتقالات مذكوراً في المرتبة الثانية.
المصدر:

## تشكيلة السنة 2004
| اللاعب            | النادي          | الظهور |
| ----------------- | --------------- | ------ |
| جانلويجي بوفون    | يوفنتوس         | الثاني |
| كافو              | ميلان           | الأول  |
| ريكاردو كارفاليو  | بورتو / تشيلسي  | الأول  |
| أليساندرو نيستا   | ميلان           | الثالث |
| أشلي كول          | أرسنال          | الأول  |
| كريستيانو رونالدو | مانشستر يونايتد | الأول  |
| مانيش             | بورتو           | الأول  |
| رونالدينيو        | برشلونة         | الأول  |
| بافل نيدفيد       | يوفنتوس         | الثاني |
| تييري هنري        | أرسنال          | الرابع |
| أندري شيفتشينكو   | ميلان           | الأول  |

المدرب:  جوزيه مورينيو ( تشيلسي /  بورتو)
اللاعبون الذين قاموا باللعب لفريقين في نفس سنة التصويت يكون النادي الذي انتقلوا إليه خلال فترة الانتقالات مذكوراً في المرتبة الثانية.
المصدر:

## تشكيلة السنة 2005
| اللاعب          | النادي  | الظهور |
| --------------- | ------- | ------ |
| بيتر تشيك       | تشيلسي  | الأول  |
| كافو            | ميلان   | الثاني |
| جون تيري        | تشيلسي  | الأول  |
| كارليس بويول    | برشلونة | الثاني |
| باولو مالديني   | ميلان   | الثاني |
| لويس غارسيا     | ليفربول | الأول  |
| ستيفن جيرارد    | ليفربول | الأول  |
| رونالدينيو      | برشلونة | الثاني |
| بافل نيدفيد     | يوفنتوس | الثالث |
| صامويل إيتو     | برشلونة | الأول  |
| أندري شيفتشينكو | ميلان   | الثاني |

المدرب:  جوزيه مورينيو ( تشيلسي)
اللاعبون الذين قاموا باللعب لفريقين في نفس سنة التصويت يكون النادي الذي انتقلوا إليه خلال فترة الانتقالات مذكوراً في المرتبة الثانية.
المصدر:

## تشكيلة السنة 2006
| اللاعب           | النادي               | الظهور |
| ---------------- | -------------------- | ------ |
| جانلويجي بوفون   | يوفنتوس              | الثالث |
| جانلوكا زامبروتا | يوفنتوس / برشلونة    | الأول  |
| فابيو كانافارو   | يوفنتوس / ريال مدريد | الأول  |
| كارليس بويول     | برشلونة              | الثالث |
| فيليب لام        | بايرن ميونخ          | الأول  |
| ستيفن جيرارد     | ليفربول              | الثاني |
| سيسك فابريغاس    | أرسنال               | الأول  |
| كاكا             | ميلان                | الأول  |
| رونالدينيو       | برشلونة              | الثالث |
| تييري هنري       | أرسنال               | الخامس |
| صامويل إيتو      | برشلونة              | الثاني |

المدرب:  فرانك ريكارد ( برشلونة)
اللاعبون الذين قاموا باللعب لفريقين في نفس سنة التصويت يكون النادي الذي انتقلوا إليه خلال فترة الانتقالات مذكوراً في المرتبة الثانية.
المصدر:

## تشكيلة السنة 2007
| اللاعب              | النادي          | الظهور |
| ------------------- | --------------- | ------ |
| إيكر كاسياس         | ريال مدريد      | الأول  |
| داني ألفيس          | إشبيلية         | الأول  |
| أليساندرو نيستا     | ميلان           | الرابع |
| جون تيري            | تشيلسي          | الثاني |
| إريك أبيدال         | ليون / برشلونة  | الأول  |
| كريستيانو رونالدو   | مانشستر يونايتد | الثاني |
| ستيفن جيرارد        | ليفربول         | الثالث |
| كاكا                | ميلان           | الثاني |
| كلارنس سيدورف       | ميلان           | الثاني |
| زلاتان إبراهيموفيتش | إنتر ميلان      | الأول  |
| ديدييه دروغبا       | تشيلسي          | الأول  |

المدرب:  أليكس فيرغسون ( مانشستر يونايتد)
اللاعبون الذين قاموا باللعب لفريقين في نفس سنة التصويت يكون النادي الذي انتقلوا إليه خلال فترة الانتقالات مذكوراً في المرتبة الثانية.
المصدر:

## تشكيلة السنة 2008
| اللاعب            | النادي          | الظهور |
| ----------------- | --------------- | ------ |
| إيكر كاسياس       | ريال مدريد      | الثاني |
| سيرخيو راموس      | ريال مدريد      | الأول  |
| جون تيري          | تشيلسي          | الثالث |
| كارليس بويول      | برشلونة         | الرابع |
| فيليب لام         | بايرن ميونخ     | الثاني |
| كريستيانو رونالدو | مانشستر يونايتد | الثالث |
| تشافي             | برشلونة         | الأول  |
| سيسك فابريغاس     | أرسنال          | الثاني |
| فرانك ريبيري      | بايرن ميونخ     | الأول  |
| ليونيل ميسي       | برشلونة         | الأول  |
| فرناندو توريس     | ليفربول         | الأول  |

المدرب:  أليكس فيرغسون ( مانشستر يونايتد)
اللاعبون الذين قاموا باللعب لفريقين في نفس سنة التصويت يكون النادي الذي انتقلوا إليه خلال فترة الانتقالات مذكوراً في المرتبة الثانية.
المصدر:

## تشكيلة السنة 2009
| اللاعب              | النادي               | الظهور |
| ------------------- | -------------------- | ------ |
| إيكر كاسياس         | ريال مدريد           | الثالث |
| داني ألفيس          | برشلونة              | الثاني |
| جون تيري            | تشيلسي               | الرابع |
| كارليس بويول        | برشلونة              | الخامس |
| باتريس إيفرا        | مانشستر يونايتد      | الأول  |
| كريستيانو رونالدو   | ريال مدريد           | الرابع |
| تشافي               | برشلونة              | الثاني |
| كاكا                | ميلان / ريال مدريد   | الثالث |
| أندريس إنييستا      | برشلونة              | الأول  |
| ليونيل ميسي         | برشلونة              | الثاني |
| زلاتان إبراهيموفيتش | إنتر ميلان / برشلونة | الثاني |

المدرب:  بيب غوارديولا ( برشلونة)
اللاعبون الذين قاموا باللعب لفريقين في نفس سنة التصويت يكون النادي الذي انتقلوا إليه خلال فترة الانتقالات مذكوراً في المرتبة الثانية.
المصدر:

## تشكيلة السنة 2010
| اللاعب            | النادي          | الظهور |
| ----------------- | --------------- | ------ |
| إيكر كاسياس       | ريال مدريد      | الرابع |
| مايكون            | إنتر ميلان      | الأول  |
| جيرارد بيكيه      | برشلونة         | الأول  |
| كارليس بويول      | برشلونة         | السادس |
| أشلي كول          | تشيلسي          | الثاني |
| كريستيانو رونالدو | ريال مدريد      | الخامس |
| تشافي             | برشلونة         | الثالث |
| ويسلي سنايدر      | إنتر ميلان      | الأول  |
| أندريس إنييستا    | برشلونة         | الثاني |
| ليونيل ميسي       | برشلونة         | الثالث |
| دافيد فيا         | فالنسيا برشلونة | الأول  |

المدرب:  جوزيه مورينيو ( إنتر ميلان /  ريال مدريد)
اللاعبون الذين قاموا باللعب لفريقين في نفس سنة التصويت يكون النادي الذي انتقلوا إليه خلال فترة الانتقالات مذكوراً في المرتبة الثانية.
المصدر:

## تشكيلة السنة 2011
| اللاعب            | النادي          | الظهور |
| ----------------- | --------------- | ------ |
| إيكر كاسياس       | ريال مدريد      | الخامس |
| داني ألفيس        | برشلونة         | الثالث |
| جيرارد بيكيه      | برشلونة         | الثاني |
| تياغو سيلفا       | ميلان           | الأول  |
| مارسيلو           | ريال مدريد      | الأول  |
| آريين روبن        | بايرن ميونخ     | الأول  |
| تشافي             | برشلونة         | الرابع |
| أندريس إنييستا    | برشلونة         | الثالث |
| غاريث بيل         | توتنهام هوتسبير | الأول  |
| ليونيل ميسي       | برشلونة         | الرابع |
| كريستيانو رونالدو | ريال مدريد      | السادس |

المصدر:
تم إلغاء التصويت على مدرب السنة في هذا العام.
اللاعبون الذين قاموا باللعب لفريقين في نفس سنة التصويت يكون النادي الذي انتقلوا إليه خلال فترة الانتقالات مذكوراً في المرتبة الثانية.

## تشكيلة السنة 2012
| اللاعب            | النادي                   | الظهور |
| ----------------- | ------------------------ | ------ |
| إيكر كاسياس       | ريال مدريد               | السادس |
| سيرخيو راموس      | ريال مدريد               | الثاني |
| جيرارد بيكيه      | برشلونة                  | الثالث |
| تياغو سيلفا       | ميلان / باريس سان جيرمان | الثاني |
| فيليب لام         | بايرن ميونخ              | الثالث |
| أندريس إنييستا    | برشلونة                  | الرابع |
| تشافي             | برشلونة                  | الخامس |
| أندريا بيرلو      | يوفنتوس                  | الأول  |
| مسعود أوزيل       | ريال مدريد               | الأول  |
| ليونيل ميسي       | برشلونة                  | الخامس |
| كريستيانو رونالدو | ريال مدريد               | السابع |

المصدر:
اللاعبون الذين قاموا باللعب لفريقين في نفس سنة التصويت يكون النادي الذي انتقلوا إليه خلال فترة الانتقالات مذكوراً في المرتبة الثانية.

## تشكيلة السنة 2013
| اللاعب              | النادي                       | الظهور |
| ------------------- | ---------------------------- | ------ |
| مانويل نوير         | بايرن ميونخ                  | الأول  |
| فيليب لام           | بايرن ميونخ                  | الرابع |
| تياغو سيلفا         | باريس سان جيرمان             | الثالث |
| سيرخيو راموس        | ريال مدريد                   | الثالث |
| دافيد ألابا         | بايرن ميونخ                  | الأول  |
| غاريث بيل           | توتنهام هوتسبير / ريال مدريد | الثاني |
| ماركو رويس          | بوروسيا دورتموند             | الأول  |
| مسعود أوزيل         | ريال مدريد / أرسنال          | الثاني |
| فرانك ريبيري        | بايرن ميونخ                  | الثاني |
| زلاتان إبراهيموفيتش | باريس سان جيرمان             | الثالث |
| كريستيانو رونالدو   | ريال مدريد                   | الثامن |

المصدر:
اللاعبون الذين قاموا باللعب لفريقين في نفس سنة التصويت يكون النادي الذي انتقلوا إليه خلال فترة الانتقالات مذكوراً في المرتبة الثانية.

## تشكيلة السنة 2014
| اللاعب              | النادي                       | الظهور |
| ------------------- | ---------------------------- | ------ |
| مانويل نوير         | بايرن ميونخ                  | الثاني |
| فيليب لام           | بايرن ميونخ                  | الخامس |
| سيرخيو راموس        | ريال مدريد                   | الرابع |
| دييغو غودين         | أتلتيكو مدريد                | الأول  |
| دافيد ألابا         | بايرن ميونخ                  | الثاني |
| آريين روبن          | بايرن ميونخ                  | الثاني |
| توني كروس           | بايرن ميونخ / ريال مدريد     | الأول  |
| أنخيل دي ماريا      | ريال مدريد / مانشستر يونايتد | الأول  |
| ليونيل ميسي         | برشلونة                      | السادس |
| زلاتان إبراهيموفيتش | باريس سان جيرمان             | الرابع |
| كريستيانو رونالدو   | ريال مدريد                   | التاسع |

المصدر:
اللاعبون الذين قاموا باللعب لفريقين في نفس سنة التصويت يكون النادي الذي انتقلوا إليه خلال فترة الانتقالات مذكوراً في المرتبة الثانية.

## تشكيلة السنة 2015
| اللاعب            | النادي      | الظهور |
| ----------------- | ----------- | ------ |
| مانويل نوير       | بايرن ميونخ | الثالث |
| داني ألفيس        | برشلونة     | الرابع |
| سيرخيو راموس      | ريال مدريد  | الخامس |
| جيرارد بيكيه      | برشلونة     | الرابع |
| دافيد ألابا       | بايرن ميونخ | الثالث |
| بول بوغبا         | يوفنتوس     | الأول  |
| أندريس إنييستا    | برشلونة     | الخامس |
| خاميس رودريغيز    | ريال مدريد  | الأول  |
| كريستيانو رونالدو | ريال مدريد  | العاشر |
| ليونيل ميسي       | برشلونة     | السابع |
| نيمار             | برشلونة     | الأول  |

المصدر:
اللاعبون الذين قاموا باللعب لفريقين في نفس سنة التصويت يكون النادي الذي انتقلوا إليه خلال فترة الانتقالات مذكوراً في المرتبة الثانية.

## تشكيلة السنة 2016
| اللاعب            | النادي        | الظهور     |
| ----------------- | ------------- | ---------- |
| جانلويجي بوفون    | يوفنتوس       | الرابع     |
| جيروم بواتينغ     | بايرن ميونخ   | الأول      |
| جيرارد بيكيه      | برشلونة       | الخامس     |
| سيرخيو راموس      | ريال مدريد    | السادس     |
| ليوناردو بونوتشي  | يوفنتوس       | الأول      |
| لوكا مودريتش      | ريال مدريد    | الأول      |
| توني كروس         | ريال مدريد    | الثاني     |
| أندريس إنييستا    | برشلونة       | السادس     |
| ليونيل ميسي       | برشلونة       | الثامن     |
| أنطوان غريزمان    | أتلتيكو مدريد | الأول      |
| كريستيانو رونالدو | ريال مدريد    | الحادي عشر |

المصدر:
اللاعبون الذين قاموا باللعب لفريقين في نفس سنة التصويت يكون النادي الذي انتقلوا إليه خلال فترة الانتقالات مذكوراً في المرتبة الثانية.

## تشكيلة السنة 2017
| اللاعب            | النادي                     | الظهور     |
| ----------------- | -------------------------- | ---------- |
| جانلويجي بوفون    | يوفنتوس                    | الخامس     |
| داني ألفيس        | يوفنتوس / باريس سان جيرمان | الخامس     |
| سيرخيو راموس      | ريال مدريد                 | السابع     |
| جورجيو كيلليني    | يوفنتوس                    | الأول      |
| مارسيلو           | ريال مدريد                 | الثاني     |
| لوكا مودريتش      | ريال مدريد                 | الثاني     |
| توني كروس         | ريال مدريد                 | الثالث     |
| كيفين دي بروين    | مانشستر سيتي               | الأول      |
| إدين هازارد       | تشيلسي                     | الأول      |
| ليونيل ميسي       | برشلونة                    | التاسع     |
| كريستيانو رونالدو | ريال مدريد                 | الثاني عشر |

المصدر:
اللاعبون الذين قاموا باللعب لفريقين في نفس سنة التصويت يكون النادي الذي انتقلوا إليه خلال فترة الانتقالات مذكوراً في المرتبة الثانية.

## تشكيلة السنة 2018
| اللاعب                | النادي               | الظهور     |
| --------------------- | -------------------- | ---------- |
| مارك أندريه تير شتيغن | برشلونة              | الأول      |
| سيرخيو راموس          | ريال مدريد           | الثامن     |
| فيرجيل فان ديك        | ليفربول              | الأول      |
| رافاييل فاران         | ريال مدريد           | الأول      |
| مارسيلو               | ريال مدريد           | الثالث     |
| لوكا مودريتش          | ريال مدريد           | الثالث     |
| نغولو كانتي           | تشيلسي               | الأول      |
| إدين هازارد           | تشيلسي               | الثاني     |
| كيليان مبابي          | باريس سان جيرمان     | الأول      |
| ليونيل ميسي           | برشلونة              | العاشر     |
| كريستيانو رونالدو     | ريال مدريد / يوفنتوس | الثالث عشر |

المصدر:
اللاعبون الذين قاموا باللعب لفريقين في نفس سنة التصويت يكون النادي الذي انتقلوا إليه خلال فترة الانتقالات مذكوراً في المرتبة الثانية.

## تشكيلة السنة 2019
| اللاعب               | النادي          | الظهور     |
| -------------------- | --------------- | ---------- |
| أليسون               | ليفربول         | الأول      |
| ترنت ألكساندر-أرنولد | ليفربول         | الأول      |
| ماتيس دي ليخت        | أياكس / يوفنتوس | الأول      |
| فيرجيل فان ديك       | ليفربول         | الثاني     |
| أندرو روبرتسون       | ليفربول         | الأول      |
| فرينكي دي يونغ       | أياكس / برشلونة | الأول      |
| كيفين دي بروين       | مانشستر سيتي    | الثاني     |
| ليونيل ميسي          | برشلونة         | الحادي عشر |
| كريستيانو رونالدو    | يوفنتوس         | الرابع عشر |
| روبرت ليفاندوفسكي    | بايرن ميونخ     | الأول      |
| ساديو ماني           | ليفربول         | الأول      |

المصدر:
اللاعبون الذين قاموا باللعب لفريقين في نفس سنة التصويت يكون النادي الذي انتقلوا إليه خلال فترة الانتقالات مذكوراً في المرتبة الثانية.

## تشكيلة السنة 2020
| اللاعب            | النادي                | الظهور     |
| ----------------- | --------------------- | ---------- |
| مانويل نوير       | بايرن ميونخ           | الرابع     |
| يوزوا كيميش       | بايرن ميونخ           | الأول      |
| سيرخيو راموس      | ريال مدريد            | التاسع     |
| فيرجيل فان ديك    | ليفربول               | الثالث     |
| ألفونسو ديفيس     | بايرن ميونخ           | الأول      |
| تياغو             | بايرن ميونخ / ليفربول | الأول      |
| كيفين دي بروين    | مانشستر سيتي          | الثالث     |
| ليونيل ميسي       | برشلونة               | الثاني عشر |
| كريستيانو رونالدو | يوفنتوس               | الخامس عشر |
| روبرت ليفاندوفسكي | بايرن ميونخ           | الثاني     |
| نيمار             | باريس سان جيرمان      | الثاني     |

المصدر:
اللاعبون الذين قاموا باللعب لفريقين في نفس سنة التصويت يكون النادي الذي انتقلوا إليه خلال فترة الانتقالات مذكوراً في المرتبة الثانية.

## أكثر ظهور

### حسب اللاعب
| اللاعب              | الظهور |
| ------------------- | ------ |
| كريستيانو رونالدو   | 15     |
| ليونيل ميسي         | 12     |
| سيرخيو راموس        | 9      |
| إيكر كاسياس         | 6      |
| كارليس بويول        | 6      |
| أندريس إنييستا      | 6      |
| جانلويجي بوفون      | 5      |
| داني ألفيس          | 5      |
| تييري هنري          | 5      |
| فيليب لام           | 5      |
| جيرارد بيكيه        | 5      |
| تشافي               | 5      |
| زلاتان إبراهيموفيتش | 4      |
| أليساندرو نيستا     | 4      |
| مانويل نوير         | 4      |
| جون تيري            | 4      |
| دافيد ألابا         | 3      |
| كيفين دي بروين      | 3      |
| ستيفن جيرارد        | 3      |
| كاكا                | 3      |
| توني كروس           | 3      |
| مارسيلو             | 3      |
| لوكا مودريتش        | 3      |
| بافل نيدفيد         | 3      |
| رونالدينيو          | 3      |
| تياغو سيلفا         | 3      |
| فيرجيل فان ديك      | 3      |
| زين الدين زيدان     | 3      |
| غاريث بيل           | 2      |
| ديفيد بيكهام        | 2      |
| كافو                | 2      |
| أشلي كول            | 2      |
| صامويل إيتو         | 2      |
| سيسك فابريغاس       | 2      |
| إدين هازارد         | 2      |
| روبرت ليفاندوفسكي   | 2      |
| باولو مالديني       | 2      |
| نيمار               | 2      |
| مسعود أوزيل         | 2      |
| فرانك ريبيري        | 2      |
| آريين روبن          | 2      |
| روبرتو كارلوس       | 2      |
| كلارنس سيدورف       | 2      |
| أندري شيفتشينكو     | 2      |
| 56 لاعب             | 1      |

### حسب المدربين
| المدرب        | الظهور |
| ------------- | ------ |
| جوزيه مورينيو | 4      |
| أليكس فيرغسون | 2      |
| جيرار هولييه  | 1      |
| شينول غونيش   | 1      |
| فرانك ريكارد  | 1      |
| بيب غوارديولا | 1      |
| 6 مدربين      |        |

### حسب الأندية
| النادي           | اللاعبين |
| ---------------- | -------- |
| ريال مدريد       | 40       |
| برشلونة          | 40       |
| بايرن ميونخ      | 26       |
| يوفنتوس          | 21       |
| ليفربول          | 19       |
| ميلان            | 18       |
| تشيلسي           | 11       |
| أرسنال           | 10       |
| مانشستر يونايتد  | 10       |
| إنتر ميلان       | 6        |
| باريس سان جيرمان | 6        |
| أياكس            | 5        |
| مانشستر سيتي     | 4        |
| بورتو            | 3        |
| فالنسيا          | 3        |
| أتلتيكو مدريد    | 2        |
| توتنهام هوتسبير  | 2        |
| ألافيس           | 1        |
| باير ليفركوزن    | 1        |
| بلاكبيرن روفرز   | 1        |
| بوروسيا دورتموند | 1        |
| فنربخشة          | 1        |
| لاتسيو           | 1        |
| ليون             | 1        |
| إشبيلية          | 1        |

### حسب البلد
| البلد      | اللاعبين |
| ---------- | -------- |
| إسبانيا    | 44       |
| البرازيل   | 26       |
| فرنسا      | 20       |
| ألمانيا    | 19       |
| البرتغال   | 18       |
| إيطاليا    | 16       |
| الأرجنتين  | 13       |
| إنجلترا    | 11       |
| هولندا     | 8        |
| السويد     | 5        |
| بلجيكا     | 4        |
| التشيك     | 4        |
| النمسا     | 3        |
| كرواتيا    | 3        |
| الكاميرون  | 2        |
| رومانيا    | 2        |
| أوكرانيا   | 2        |
| بولندا     | 2        |
| ويلز       | 2        |
| كندا       | 1        |
| كولومبيا   | 1        |
| ساحل العاج | 1        |
| فنلندا     | 1        |
| أيرلندا    | 1        |
| إسكتلندا   | 1        |
| تركيا      | 1        |
| الأوروغواي | 1        |
| السنغال    | 1        |

## أقوى فريق حسب إختيار الاتحاد الأوروبي
في نوفمبر 2015، نشر الاتحاد الأوروبي أقوى فريق بالنسبة لهم، ويتألف من 18 لاعبا (11 لاعب أساسي و 7 احتياط) حسب مرات الظهور منذ إنشائها في عام 2001.
| الفريق التاريخي | الحارس                   | الدفاع                                                                                           | الوسط                                                           | الهجوم                                                                                   |
| --------------- | ------------------------ | ------------------------------------------------------------------------------------------------ | --------------------------------------------------------------- | ---------------------------------------------------------------------------------------- |
| اللاعب          | إيكر كاسياس (ريال مدريد) | فيليب لام (بايرن ميونخ) كارليس بويول (برشلونة) أليساندرو نيستا (ميلان) سيرخيو راموس (ريال مدريد) | أندريس إنييستا (برشلونة) ستيفن جيرارد (ليفربول) تشافي (برشلونة) | كريستيانو رونالدو (مانشستر يونايتد/ريال مدريد) تييري هنري (أرسنال) ليونيل ميسي (برشلونة) |

| الإحتياط            | الظهور (اعتبارا من 2015) |
| جون تيري            | 4                        |
| زلاتان إبراهيموفيتش | 4                        |
| جانلويجي بوفون      | 3                        |
| بافل نيدفيد         | 3                        |
| زين الدين زيدان     | 3                        |
| رونالدينيو          | 3                        |
| كاكا                | 3                        |

في نوفمبر 2017، نشر الاتحاد الأوروبي النسخة الثانية من أقوى فريق بالنسبة لهم، ويتألف من 11 لاعبا حسب مرات الظهور منذ إنشائها في عام 2001.
| الفريق التاريخي | الحارس                   | الدفاع                                                                                          | الوسط                                                           | الهجوم                                                                                   |
| --------------- | ------------------------ | ----------------------------------------------------------------------------------------------- | --------------------------------------------------------------- | ---------------------------------------------------------------------------------------- |
| اللاعب          | إيكر كاسياس (ريال مدريد) | فيليب لام (بايرن ميونخ) كارليس بويول (برشلونة) جيرارد بيكيه (برشلونة) سيرخيو راموس (ريال مدريد) | أندريس إنييستا (برشلونة) ستيفن جيرارد (ليفربول) تشافي (برشلونة) | كريستيانو رونالدو (مانشستر يونايتد/ريال مدريد) تييري هنري (أرسنال) ليونيل ميسي (برشلونة) |

## وصلات خارجية
- فريق السنة من الاتحاد الأوروبي على uefa.com
- قائمة فرق السنة من الاتحاد الأوروبي على uefa.com